# Ritratto di cavaliere
Il Ritratto di cavaliere è un dipinto a tempera su tela (218 x 152 cm) di Vittore Carpaccio, datato 1510 e conservato nel Museo Thyssen-Bornemisza di Madrid.

## Storia
Il dipinto è noto da tempi recenti, quando nel 1919 era nella collezione Vernon-Wentworth, nello Yorkshire. Passato in asta a Christie's di Londra il 3 novembre di quell'anno, fu acquistato per la collezione Sully, a Londra.
In seguito entrò nelle raccolte di Otto H. Kahn a New York e poi in quelle Thyssen-Bornemisza (1935), già a Lugano; dal 1992 è a Madrid.

## Descrizione e stile
Il cavaliere, molto giovane, è ritratto in piedi in primo piano, con le gambe saldamente aperte a compasso e sembrerebbe in procinto di sguainare lo spadone, ma non indossa l'elmo bensì una specie di basco di lana nera e neppure i "guanti" di metallo che dovrebbero proteggergli le mani:l'armatura splendente è rifinita nei dettagli ornamentali.
La calzamaglia rossa presenta sul davanti un borsello da cui si intravvedono alcuni fogli di carta ripiegati.
Gli sta accanto un cagnolino. 
Sullo sfondo, un paesaggio descritto con una cura minuziosa del dettaglio, tipico della pittura fiamminga (per molto tempo fu attribuito a Dürer) ma anche della pittura veneta di età tardo gotica.
A sinistra sullo sfondo,il profilo di un uomo armato a cavallo si stacca dalle mura di un castello o di una città, fortemente scorciato in profondità, sulle cui mura si nota l'insegna lignea di un destriero al galoppo. In questo caso l'uomo indossa un elmo ma non ha la spada né la corazza, solo una lancia.
Le spalle sono lievemente ricurve in avanti,quasi a rimandare ad una umiliazione subita.
```
A fianco di quest'uomo si vede apparire un cane, mentre un'aquila e una gru stanno combattendo in volo sulla sua testa e quest'ultima sta per essere sconfitta. Ogni specie vegetale e faunistica è perfettamente riconoscibile; tra gli animali si vedono, oltre ai già citati cani, un 
ermellino
 (simbolo di purezza e integrità), un cervo, un 
pavone
 (simbolo di immortalità), un leprotto e numerosi uccelli, alcuni in volo e altri nello specchio d'acqua che si apre sulla destra.
```

Tra i fiori,il giglio bianco sembra avere una importanza particolare perché è al centro della scena accanto al cavaliere.
Un cartiglio in terra a sinistra accanto all'ermellino reca il motto "MALO MORI / QUAM / FOEDARI" ("Meglio morire che contaminarsi"). Questo infatti è il motto dell'Ordine dell'Ermellino istituito da Don Ferrante d'Aragona, re di Napoli.
Diverse famiglie nobiliari italiane erano fedeli agli Aragonesi, tra le quali, per un certo periodo, gli Sforza, i cui colori (giallo oro e nero) sembrerebbero indossati dall'uomo armato a sinistra.
Ingrandendo l'immagine si può notare, vicino all'ermellino, un piccolissimo stagno alimentato dal cannello di una sorgente dove alcune ranocchie si divertono a tuffarsi.Il significato delle rane non è chiaro: forse,semplicemente,i loro spruzzi fangosi non riuscendo a lordare l'orgogliosissimo ermellino, rendono esplicita la frase del cartiglio.
A destra si vede l'ansa di un fiume, o forse la riva di un lago: alcuni animali vi si stanno abbeverando. Dominano questo scorcio le mura di una città che, se identificata, potrebbe rivelare molte cose sull'identità del cavaliere: è visibile una strada o scalinata che porta in cima alla collina dove troneggia una torre merlata.
L'ambiente rimanda ad una zona alpestre.

## Interpretazione
L'identità dell'effigiato è stata storicamente oggetto di discussione: si sono avanzati i nomi del duca di Urbino Francesco Maria I della Rovere e del re di Napoli Ferrandino. 
Un'ipotesi più recente, di Augusto Gentili, uno dei massimi conoscitori della pittura veneta del Rinascimento, suggerisce il nome di Marco Gabriel, patrizio veneziano e rettore della fortezza di Modone in Morea. Secondo quest'ultima interpretazione, l'opera sarebbe stata commissionata a Carpaccio dalla famiglia Gabriel su suggerimento di Paolo Vallaresso, rettore della fortezza di Corone e committente del ciclo della Scuola di San Giorgio degli Schiavoni; lo scopo sarebbe stato quello di riscattare l'onore di Marco Gabriel, accusato di pavidità durante l'assedio ottomano di Modone (1500) e durante la successiva prigionia.
Nessuna di queste ipotesi è stata confermata.

## Altre immagini

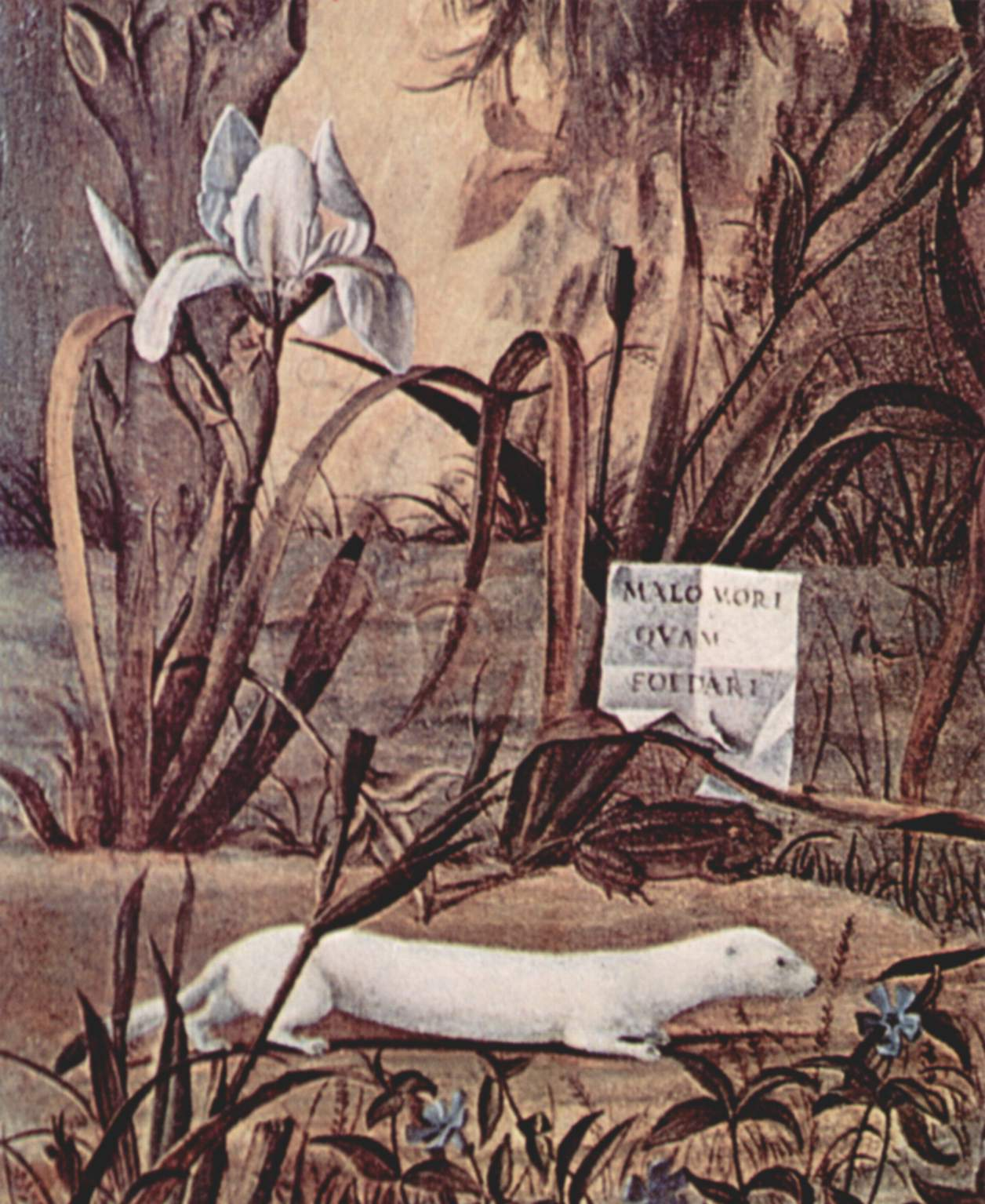
Dettaglio
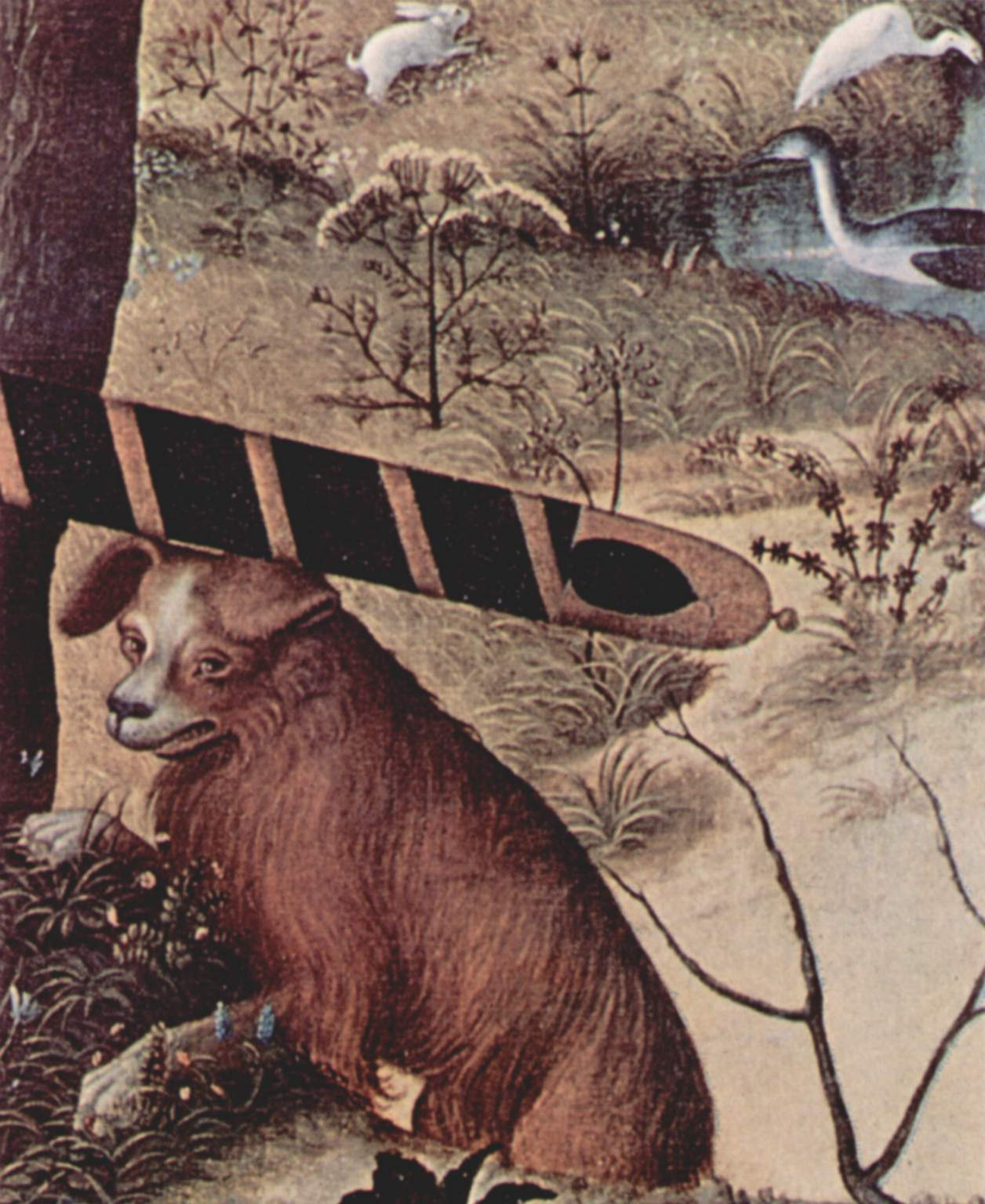
Dettaglio
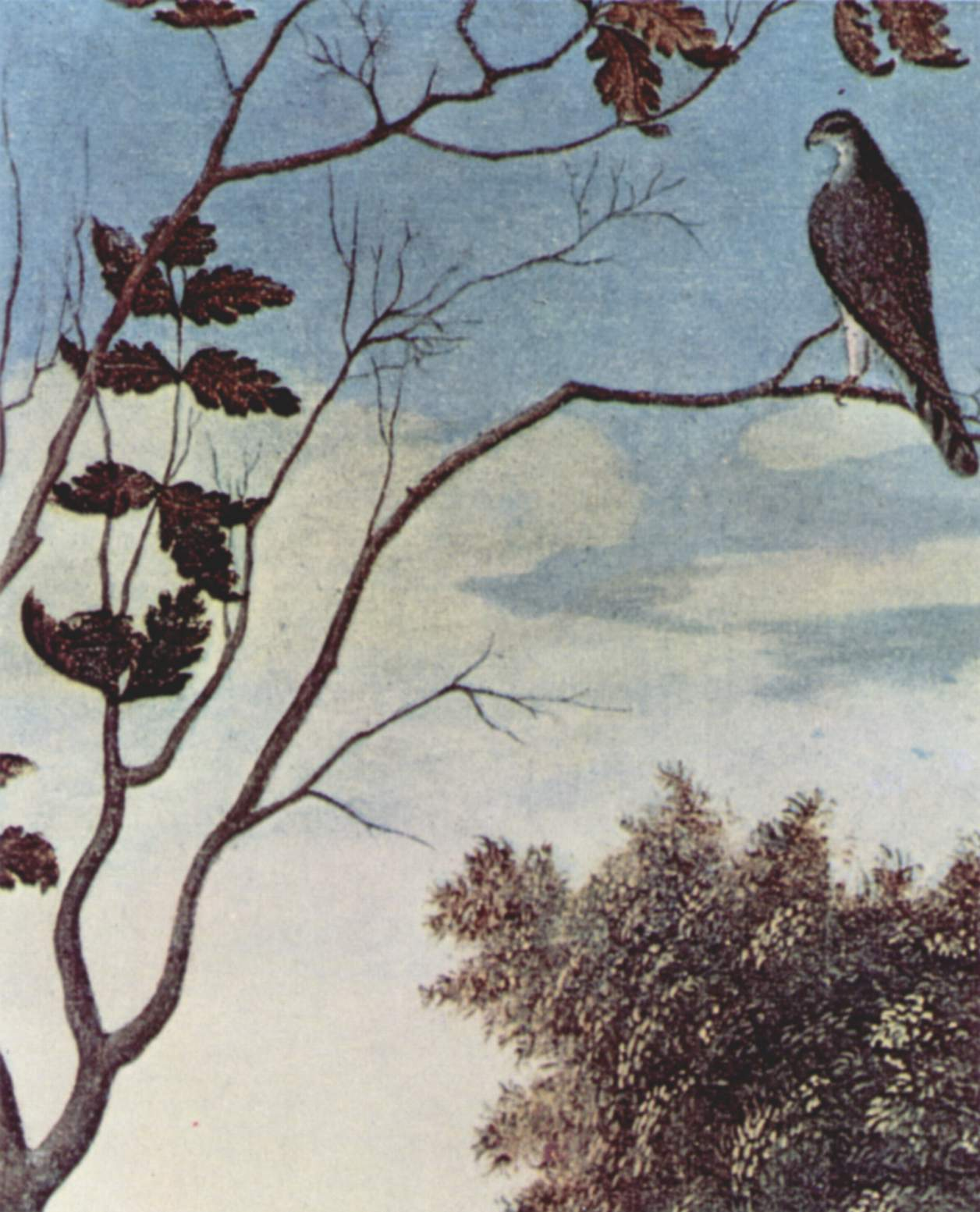
Dettaglio
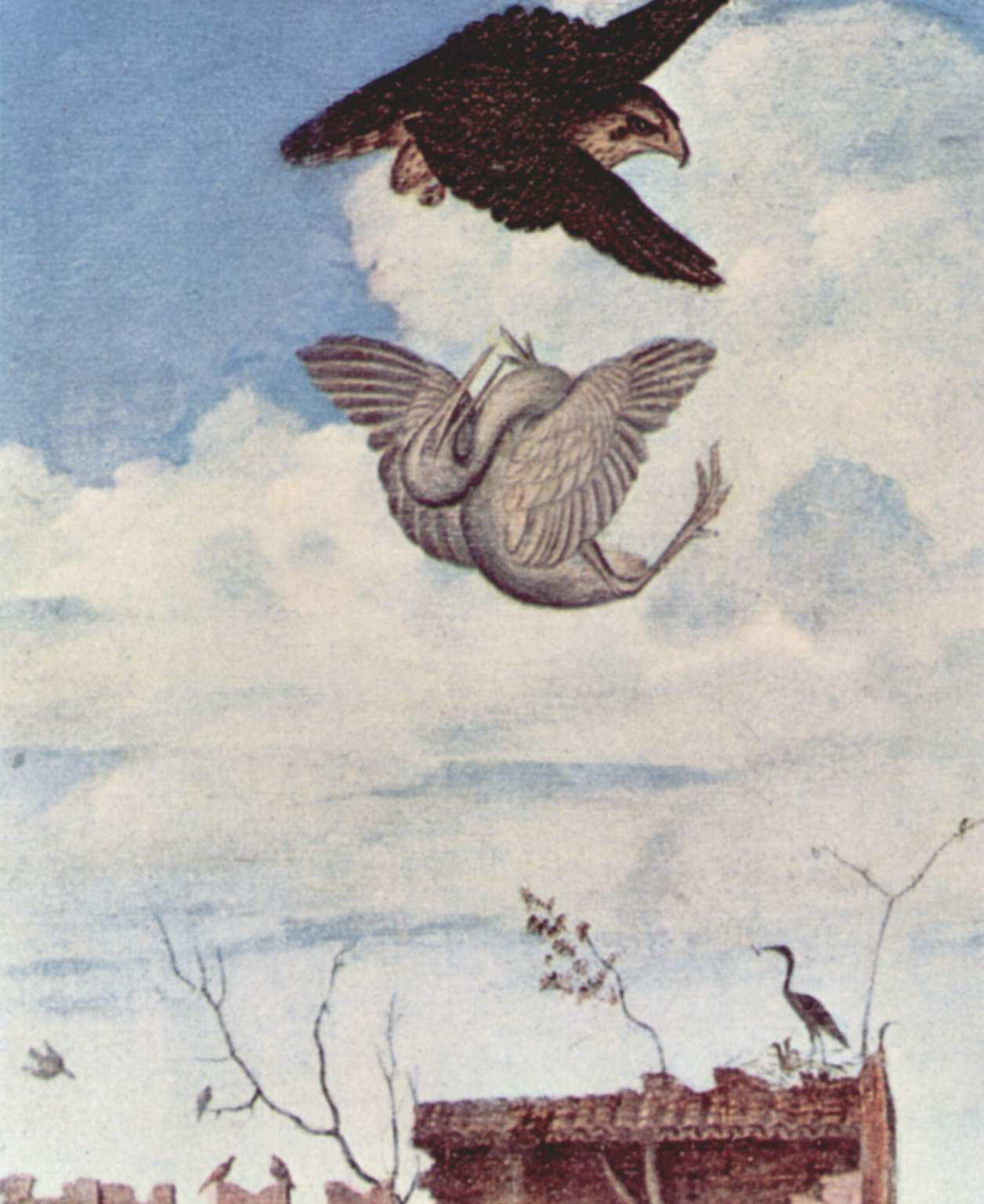
Dettaglio